# Hawaii szárcsa
A hawaii szárcsa (Fulica alai) a madarak osztályának darualakúak (Gruiformes) rendjébe, a guvatfélék (Rallidae) családjába tartozó faj.

## Előfordulása
Az Amerikai Egyesült Államokhoz tartozó  Hawaii szigeteken honos.

## Megjelenése
Testhossz 39 centiméter.
|  |